# Atrichornis rufescens
Atrichornis rufescens là một loài chim trong họ Atrichornithidae.